# Bruno Génésio
Bruno Génésio (Lyon, 1 september 1966) is een Frans voetbalcoach en voormalig voetballer.

## Spelerscarrière
Génésio speelde in de jeugdopleiding van Olympique Lyon. In 1985 brak hij door in het eerste elftal. In tien jaar maakte hij twaalf doelpunten in 171 competitieduels. Tijdens het seizoen 1993/94 werd de Fransman uitgeleend aan Nice. In 1995 trok hij naar Martigues, waar hij één jaar later zijn carrière afsloot.

## Trainerscarrière
In 1997 begon Génésio als coach van L'Arbresle. Twee jaar later trok hij naar Villefranche. In 2001 werd hij assistent-coach van Besançon. In 2005 werd Génésio er hoofdcoach. In 2011 kwam hij bij Olympique Lyon terecht als assistent-coach. Op 24 december 2015 werd Génésio aangesteld als hoofdtrainer van Olympique Lyon. In zijn debuutseizoen eindigde hij met Les Gones op de tweede plaats.